# Богатырский ручей
Богаты́рский ручей (Верхний Богоро́дский ручей, Лосиноостровский ручей) — ручей в Москве, на территории национального парка Лосиный Остров, левый приток Яузы. Протекает в основном в открытом русле.

## Этимология
Гидроним ручья произошёл от завода «Красный Богатырь» и бывшего одноимённого посёлка, название которого сохранили 3-й Богатырская улица и Богатырский мост. Второе название — по району Богородское, в противоположность Нижнему Богородскому ручью. Все гидронимы появились во второй половине XX века, первоначальное наименование неизвестно.

## Описание
Длина ручья составляет 3,6 км, постоянное течение устанавливается на нижнем участке длиной 2 км. Исток находится в квартале 39/2 Лосиного Острова. Водоток проходит по 49 кварталу у Лосиноостровской улицы, затем по короткому коллектору под железнодорожной станцией Белокаменная. Далее течёт вдоль бывшего подъездного пути к заводу «Красный Богатырь», частично в коллекторах. Протекает через заболоченный пруд у ЖК «Лосиный Остров». В пруду произрастает ирис жёлтый. Крупный правый приток — Казённый ручей. Место слияния ручьёв под землёй, у пересечения Белокаменного шоссе и улицы Богатырский Мост. Устье расположено у Богатырского моста.